# Mayaguduna jezik
Mayaguduna jezik (ISO 639-3: xmy; mayi-kutuna), australski jezik koji se donedavno (kasno 20. stoljeće) govorio blizu obale Queenslanda u unutrašnjosti između rijeka Leichhardt i Flinders.
Klasificirao se s jezicima maykulan [mnt] i ngawun [nxn] mayabskoj podskupini pamanskih jezika, porodica pama-nyunga.

## Vanjske poveznice
- Ethnologue (14th)
- Ethnologue (15th)